# 13848 Cioffi
13848 Cioffi eller 1999 XD75 är en asteroid i huvudbältet som upptäcktes den 7 december 1999 av LINEAR i Socorro County, New Mexico. Den är uppkallad efter Jessica Cioffi.
Asteroiden har en diameter på ungefär 4 kilometer.